# سفارة بولندا في لوكسمبورغ
سفارة بولندا في لوكسمبورغ هي أرفع تمثيل دبلوماسي لدولة بولندا لدى لوكسمبورغ. تقع السفارة في مدينة لوكسمبورغ وهي تهدف لتعزيز المصالح البولندية في لوكسمبورغ.

## وصلات خارجية
- الموقع الرسمي
- قائمة سفارات بولندا
- قائمة السفارات في لوكسمبورغ